# Hansischer Geschichtsverein
Der Hansische Geschichtsverein e. V. ist ein Geschichtsverein, der die Geschichte der Hanse und der Hansestädte erforscht. Im Hansischen Geschichtsverein sind traditionell viele universitär verankerte Hanseforscher aktiv. Der Vorsitz ging 2010 von Antjekathrin Graßmann auf Rolf Hammel-Kiesow über und 2019 auf Jürgen Sarnowsky.

## Geschichte
Der Hansische Geschichtsverein kann auf eine fast einhundertfünfzigjährige Geschichte zurückblicken und verfügt heute vor allem im wissenschaftlichen Bereich über ein großes Renommee. Seine Bildung wurde auf einer Zusammenkunft interessierter Persönlichkeiten und Vereine aus mehreren Hansestädten am 24. Mai 1870 im Rathaus zu Stralsund aus Anlass des 500. Jahrstages des Stralsunder Friedens von 1370 beschlossen und ein Jahr später durchgeführt. Erster Vorsitzender des Vereins war von 1871 bis 1879 der Lübecker Lehrer und Historiker Wilhelm Mantels, der als Lehrer am Katharineum auch die Stadtbibliothek leitete. Ihm folgte Senator Wilhelm Brehmer, der den Vorsitz von 1879 bis 1903 innehatte. 1903 übernahm der spätere Bürgermeister Emil Ferdinand Fehling die Führung des Vereins bis zum Jahr 1920. Von diesem ging der Vorsitz 1921 auf Bürgermeister Johann Martin Andreas Neumann über.

## Vereinsaktivitäten
Der Verein führt traditionell Pfingsttagungen zur Hansegeschichte durch und besitzt eigene Schriftenreihen, unter anderem die Hansischen Geschichtsblätter.